# Čestibor
Čestibor ali Žistibor (latinsko Zistibor), lužiškosrbski knez, * ?, † 859.
Čestibor je vladal od približno leta 840 do svoje smrti leta 859. Bil je vazal Ludvika II. Nemškega ter je vodil Lužičane v bitkah proti drugim lužiškim plemenom, jih premagal in podvrgel nemški oblasti. Umrl je pod roko svojega ljudstva. Svoj sedež je imel v mestu Zhořelce.

## Vladavina
O Čestiboru je zelo malo znanega. Leta 840 je na položaju kneza Sorbov nasledil Čimislava, ki je umrl v bitki proti Frankom. Leta 851 je prišlo do vojne med Sorbi in kraljem Ludvikom, ki je plenil ozemlje Lužiških Srbov in Sorbe prisilil v vazalstvo. Knez Čestibor je postal predan vazal, ki je poskušal kralju Ludviku podrediti tudi druga slovanska plemena.
Leta 856 je povedel Sorbe v boj proti plemenu Glomačev, katere je porazil in prisilil v nemško vazalstvo. Med njegovim vladanjem je k njemu pribežal sin vojvode Vistracha, ki ga je njegov brat Slavitěch izgnal z vitoraskega ozemlja s središčem v trdnjavi Wiztrachi (civitas Wiztrachi). Čestibor ga je napotil k frankovskemu kralju Ludviku, ki ga je ponovno imenoval za guvernerja vitoraskega ozemlja in ga leta 857 poslal na čelo vojske proti Slavitěchu. Ko je Slavitěch to izvedel, je pobegnil k moravskemu knezu Rastislavu, katerega je prosil za pomoč. Rastislav se je odpravil na pohod na ozemlje Sorbov. Nenehni boji in Čestiborjeva zvestoba vzhodnofrankovskemu kralju so leta 859 sprožili upor med Sorbi, med katerim so se uprli kralju Ludviku, knez Čestibor pa je bil med istim uporom ubit.